# Las Delicias (Trujillo)
Las Delicias es una localidad y un balneario peruano ubicado en el distrito Moche, de la ciudad de Trujillo en el Departamento de La Libertad. Limita por el sur con el balneario de Salaverry y por el norte con el balneario de Buenos Aires.

## Atracciones

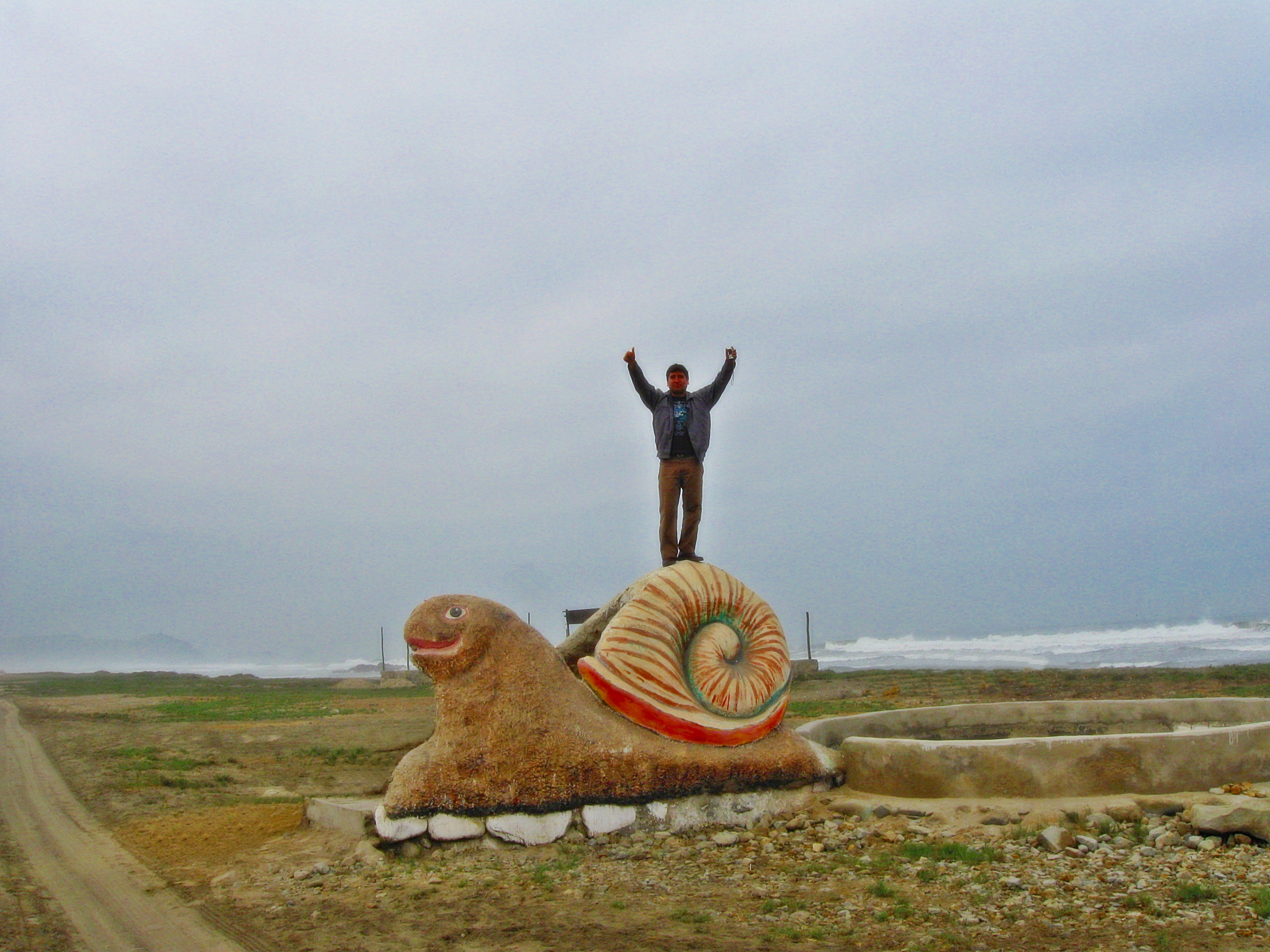
Balneario de Las Delicias de la ciudad de Trujillo, se observa un turista con los brazos hacia arriba sobre la escultura de un caracol y hacia el fondo el mar.

### Festival de San José
Cada año Las Delicias se viste de gala para celebrar la fiesta de San José realizada durante los días 17,18 y 19 de marzo; es una fiesta patronal convertida en tradición con fuerte influencia española, en la que se disfrutan diversas actividades para adultos, jóvenes y niños. 
Los anfitriones de este evento en la actualidad son José y Josefa así como la Maja; el evento se inicia con la designación de personajes, actividades de tascas, tunas, bailes flamencos, etc. Esta fiesta viene acompañada de una procesión del santo patrón San José, el desfile de modas, la corrida de toros , el pasacalle de los personajes, la pamplonada y el toromatch en el cual intervienen varios equipos de otras localidades como Huanchaco, Pacasmayo, etc. Algunas casas del balneario que se convierten en tascas y lucen motivos españoles como banderines, grimaldas, afiches.

## Población
El balneario de Las Delicias tiene una población aproximada de 22.996 habitantes y se ubica junto al tradicional pueblo de Moche en la Provincia de Trujillo.
Baile Típico:  La Marinera.
Comidas Típicas: Cebiche, Shambar y Sopa Teóloga, referentes de la comida Trujillana por excelencia. 
Festividades Religiosas: En honor a los patrones San Pedro y San Pablo.